# Esqui estilo livre nos Jogos Olímpicos de Inverno da Juventude de 2012
As competições de esqui estilo livre nos Jogos Olímpicos de Inverno da Juventude de 2012 foram realizadas no Nordkette Innsbruck e no Kühtai, em Igls, Innsbruck, Áustria. As provas de halfpipe aconteceram nos dias 14 e 15 de janeiro e as de ski cross nos dias 19 e 20 de janeiro. Não foram disputados os eventos de aerials e moguls.

## Calendário
| Janeiro            | 13 | 14 | 15 | 16 | 17 | 18 | 19 | 20 | 21 | 22 |
| ------------------ | -- | -- | -- | -- | -- | -- | -- | -- | -- | -- |
| Esqui estilo livre |    |    | 2  |    |    |    |    | 2  |    |    |

|  | Dia de competição |  | Dia de final |

## Eventos
- Halfpipe (masculino e feminino)
- Ski cross (masculino e feminino)

## Qualificação
Sessenta esquiadores participaram dos eventos do esqui estilo livre. Os doze países melhores colocados nos rankings masculino e feminino de ski cross da Federação Internacional de Esqui (FIS) têm assegurados uma vaga para um atleta do respectivo sexo. Ao mesmo tempo, os oito países melhores colocados nos rankings masculino e feminino de halfpipe da FIS também têm direito a uma vaga do respectivo sexo. Finalmente, as cinco vagas restantes em cada evento masculino e feminino serão distribuídas entre os países que não conseguiram classificação, sempre respeitando o limite de um atleta por Comitê Olímpico Nacional (CON) para cada evento de cada sexo.
| CON                          | Masculino | Masculino | Feminino  | Feminino | Total |
| CON                          | Ski cross | Halfpipe  | Ski cross | Halfpipe | Total |
| ---------------------------- | --------- | --------- | --------- | -------- | ----- |
| GER Alemanha                 | 1         | 1         | 1         |          | 3     |
| AND Andorra                  |           | 1         |           |          | 1     |
| ARG Argentina                | 1         |           |           |          | 1     |
| AUS Austrália                | 1         |           | 1         |          | 2     |
| AUT Áustria                  | 1         | 1         | 1         | 1        | 4     |
| CAN Canadá                   | 1         | 1         | 1         | 1        | 4     |
| COL Colômbia                 | 1         |           |           |          | 1     |
| SVK Eslováquia               | 1         |           |           |          | 1     |
| ESP Espanha                  |           |           | 1         |          | 1     |
| USA Estados Unidos           | 1         | 1         | 1         | 1        | 4     |
| FIN Finlândia                |           | 1         |           |          | 1     |
| FRA França                   | 1         | 1         | 1         | 1        | 4     |
| GBR Grã-Bretanha             |           | 1         |           | 1        | 2     |
| IVB Ilhas Virgens Britânicas |           | 1         |           |          | 1     |
| JPN Japão                    |           | 1         | 1         |          | 2     |
| NOR Noruega                  | 1         | 1         | 1         | 1        | 4     |
| NZL Nova Zelândia            | 1         | 1         | 1         | 1        | 4     |
| NED Países Baixos            | 1         |           |           |          | 1     |
| POL Polônia                  | 1         |           |           |          | 1     |
| CZE Chéquia                  | 1         |           | 1         |          | 2     |
| RUS Rússia                   | 1         |           | 1         |          | 2     |
| SWE Suécia                   | 1         |           | 1         |          | 2     |
| SUI Suíça                    | 1         | 1         | 1         |          | 3     |
| TUR Turquia                  |           |           | 1         |          | 1     |
| Total: 24 CONs               | 17        | 17        | 13        | 13       | 60    |

## Medalhistas

### Masculino
| Evento             | Ouro                                 | Prata                              | Bronze                                 |
| ------------------ | ------------------------------------ | ---------------------------------- | -------------------------------------- |
| Halfpipe detalhes  | Kai Mahler · Suíça \| 95.00          | Lauri Kivari · Finlândia \| 90.00  | Aaron Blunck · Estados Unidos \| 87.50 |
| Ski cross detalhes | Niki Lehikoinen · Finlândia \| 56.15 | Marzellus Renn · Alemanha \| 56.96 | Matty Herauf · Canadá \| 57.34         |

### Feminino
| Evento             | Ouro                               | Prata                                          | Bronze                                     |
| ------------------ | ---------------------------------- | ---------------------------------------------- | ------------------------------------------ |
| Halfpipe detalhes  | Elisabeth Gram · Áustria \| 84.75  | Tiril Sjaastad Christiansen · Noruega \| 79.25 | Marine Tripier Mondancin · França \| 69.50 |
| Ski cross detalhes | Michaela Heider · Áustria \| 58.38 | Veronika Camkova · Chéquia \| 58.63            | Emilie Benz · Suíça \| 58.82               |

## Quadro de medalhas
| Ordem | País                 | Medalha de ouro | Medalha de prata | Medalha de bronze |    | Ordem por total |
| ----- | -------------------- | --------------- | ---------------- | ----------------- | -- | --------------- |
| 1     | Áustria (AUT)        | 2               | 0                | 0                 | 2  | 1               |
| 2     | Finlândia (FIN)      | 1               | 1                | 0                 | 2  | 1               |
| 3     | Suíça (SUI)          | 1               | 0                | 1                 | 2  | 1               |
| 4     | Chéquia (CZE)        | 0               | 1                | 0                 | 1  | 4               |
| 4     | Alemanha (GER)       | 0               | 1                | 0                 | 1  | 4               |
| 4     | Noruega (NOR)        | 0               | 1                | 0                 | 1  | 4               |
| 7     | Canadá (CAN)         | 0               | 0                | 1                 | 1  | 4               |
| 7     | França (FRA)         | 0               | 0                | 1                 | 1  | 4               |
| 7     | Estados Unidos (USA) | 0               | 0                | 1                 | 1  | 4               |
| Total | Total                | 4               | 4                | 4                 | 12 | -               |